# Ерл Стенлі Ґарднер
Ерл Стенлі Ґарднер (англ. Erle Stanley Gardner; 17 липня 1889 — 11 березня 1970) — американський письменник, адвокат. Опублікував понад 100 романів. Також відомий під псевдонімами А. А. Фейр, Калетон Кендрейк, Чарльз Дж. Кенні. Найбільш відомий за серією романів про Перрі Мейсона. За життя став класиком детективного жанру. Загальний тираж його книг перевищує 320 мільйонів екземплярів.

## Біографія
Ерл Стенлі Ґарднер народився 17 липня 1889 року в містечку Малден, штат Массачусетс.
Сім'я походила з Нової Англії, що, за американськими мірками, надавало їй статусу своєрідного місцевого аристократизму. У сім'ї було троє синів. Ерл, що завдавав батькам найбільше турбот, був середнім. Батько Ґарднера, хоч і не мав вищої спеціальної освіти, був тямущим інженером-механіком.
У 1909 році закінчив гімназію в м. Пало-Альто, штат Каліфорнія. Отримав формальну юридичну освіту в Школі Права, Вальпарасо, штат Індіана. Відвідував цю школу лише місяць, був змушений покинути її через свій вибуховий характер і нелегальні заняття боксом. Після цього Ерл влаштувався в Каліфорнії, де зайнявся самоосвітою.
У 1911 році Ґарднер на декілька років відкриває адвокатську контору в м. Мерсед, штат Каліфорнія. В 1912 році Ґарднер одружується на Наталі Талберт, у них народжується дочка Грейс. Кілька років потому він перейшов на роботу в агентство з продажу, а ще через 5 років, у 1921 році відкриває адвокатську контору «Шерідан, Орр, Драпо і Гарднер» в м. Вентура, штат Каліфорнія.
Ґарднер завойовує популярність яскравими виступами на судових процесах до 1933 року, але після виходу свого першого детективного роману «Справа про оксамитові кігтики», вирішує присвятити себе літературі цілком.
Ґарднер у 1946 році заснував комітет «Суд останньої надії»(і до 1960 року був одним з його учасників). Це була правозахисна організація з перегляду винесених судом смертних вироків. За документальну книгу про цю організацію Ґарднеру була присуджена премія Едгара Алана По Товариства письменників детективного жанру Америки у 1962 році в номінації «Гранд-майстер».
У 1968 році, спільно з Чарльзом Хепгудом, Ґарднер брав участь у дослідженні фігурок Акамбаро, які вважалися підробками XX століття.
У 1968 році Ґарднер одружився зі своєю давнішньою секретаркою Агнесою Бетель (1902–2002), що стала прототипом Делли Стріт, секретарки головного літературного героя Ґарднера — адвоката Перрі Мейсона.
Помер Ерл Ґарднер 11 березня 1970 року в м. Темекула, штат Каліфорнія.

## Творчість
Ґарднер написав декілька серій романів. Найбільше число творів (більше 80) включає серія, в якій головним героєм є адвокат Перрі Мейсон.
Під псевдонімом А. А. Фейр Ґарднер написав серію романів про приватного детектива Дональда Леме і його начальниці Берті Кул, ця серія частково є пародією на серію Рекса Стаута про Ніро Вульфа і Арчі Гудвіна.

### Перрі Мейсон
На відміну від інших адвокатів, Мейсон не тільки представляє своїх клієнтів у суді, але навіть сам розслідує злочини. У цьому йому допомагають приватний детектив Пол Дрейк, його секретарка Делла Стріт і молодий помічник юриста Джексон. Головним опонентом Мейсона виступає прокурор Гамільтон Бергер.
| №  | Переклад                                                    | Оригінальна назва                                                        | Рік  |
| -- | ----------------------------------------------------------- | ------------------------------------------------------------------------ | ---- |
| 1  | Справа про оксамитові кігтики                               | The Case of the Velvet Claws                                             | 1933 |
| 2  | Справа про похмуру дівчину                                  | The Case of the Sulky Girl                                               | 1933 |
| 3  | Справа про щасливі ніжки                                    | The Case of the Lucky Legs                                               | 1934 |
| 4  | Справа про виючу собаку                                     | The Case of the Howling Dog                                              | 1934 |
| 5  | Справа про цікаву наречену                                  | The Case of the Curious Bride                                            | 1935 |
| 6  | Справа про несправжнє око                                   | The Case of the Counterfeit Eye                                          | 1935 |
| 7  | Справа про кота дворецького                                 | The Case of the Caretaker's Cat                                          | 1935 |
| 8  | Справа про племінницю сновиди                               | The Case of the Sleepwalker's Niece                                      | 1936 |
| 9  | Справа про єпископа-заїку                                   | The Case of the Stuttering Bishop                                        | 1936 |
| 10 | Справа про ризиковану вдову                                 | The Case of the Dangerous Dowager                                        | 1937 |
| 11 | Справа про хромаючу канарку                                 | The Case of the Lame Canary                                              | 1937 |
| 12 | Справа про підставне обличчя                                | The Case of the Substitute Face                                          | 1938 |
| 13 | Справа про туфельки магазинної крадійки                     | The Case of the Shoplifter's Shoe                                        | 1938 |
| 14 | Справа про брехливого папугу                                | The Case of the Perjured Parrot                                          | 1939 |
| 15 | Справа про гральні кості                                    | The Case of the Rolling Bones                                            | 1939 |
| 16 | Справа про гачок з наживкою                                 | The Case of the Baited Hook                                              | 1940 |
| 17 | Справа про мовчазного партнера                              | The Case of the Silent Partner                                           | 1940 |
| 18 | Справа про пересліджуваного чоловіка                        | The Case of the Haunted Husband                                          | 1941 |
| 19 | Справа про порожню консервну бляшанку                       | The Case of the Empty Tin                                                | 1941 |
| 20 | Справа про тонуче каченя                                    | The Case of the Drowning Duck                                            | 1942 |
| 21 | Справа про безтурботне кошеня                               | The Case of the Careless Kitten                                          | 1942 |
| 22 | Справа про заритий годинник                                 | The Case of the Buried Clock                                             | 1943 |
| 23 | Справа про сонного москіта                                  | The Case of the Drowsy Mosquito                                          | 1943 |
| 24 | Справа про погнуту свічку                                   | The Case of the Crooked Candle                                           | 1944 |
| 25 | Справа про блондинку з підбитим оком                        | The Case of the Black-Eyed Blonde                                        | 1944 |
| 26 | Справа про сумочку авантюристки                             | The Case of the Golddigger's Purse                                       | 1945 |
| 27 | Справа про напівсплячу дружину                              | The Case of the Half-Wakened Wife                                        | 1945 |
| 28 | Справа про орендовану брюнетку                              | The Case of the Borrowed Brunette                                        | 1946 |
| 29 | Справа про крикучу ластівку                                 | The Case of the Crying Swallow (short story)                             | 1947 |
| 30 | Справа про коня танцівниці з віялами                        | The Case of the Fan Dancer's Horse                                       | 1947 |
| 31 | Справа про лінивого коханця                                 | The Case of the Lazy Lover                                               | 1947 |
| 32 | Справа про самотню наслідницю                               | The Case of the Lonely Heiress                                           | 1948 |
| 33 | Справа про незайману бродяжку                               | The Case of the Vagabond Virgin                                          | 1948 |
| 34 | Справа про відбиток губ                                     | The Case of the Crimson Kiss (short story)                               | 1948 |
| 35 | Справа про нареченого-невдаху                               | The Case of the Dubious Bridegroom                                       | 1949 |
| 36 | Справа про розведену кокетку                                | The Case of the Cautious Coquette                                        | 1949 |
| 37 | Справа про недбалу німфу                                    | The Case of the Negligent Nymph                                          | 1950 |
| 38 | Справа про одноокого свідка                                 | The Case of the One-Eyed Witness                                         | 1950 |
| 39 | Справа про пальці, що світяться                             | The Case of the Fiery Fingers                                            | 1951 |
| 40 | Справа про сердиту плакальницю                              | The Case of the Angry Mourner                                            | 1951 |
| 41 | Справа про поїдену міллю норкову шубу                       | The Case of the Moth-Eaten Mink                                          | 1951 |
| 42 | Справа про горилу, що сміється                              | The Case of the Grinning Gorilla                                         | 1952 |
| 43 | Справа про нерішучу хостессу                                | The Case of the Hesitant Hostess                                         | 1953 |
| 44 | Справа про зеленооку сестричку                              | The Case of the Green-Eyed Sister                                        | 1953 |
| 45 | Справа про зниклу отруту                                    | The Case of the Irate Witness (short story)                              | 1953 |
| 46 | Справа про втікшу медсестру                                 | The Case of the Fugitive Nurse                                           | 1954 |
| 47 | Справа про втікший труп                                     | The Case of the Runaway Corpse                                           | 1954 |
| 48 | Справа про неспокійну рудоволосу                            | The Case of the Restless Redhead                                         | 1954 |
| 49 | Справа про щоденник загораючої                              | The Case of the Sun Bather's Diary                                       | 1955 |
| 50 | Справа про чарівну примару                                  | The Case of the Glamorous Ghost                                          | 1955 |
| 51 | Справа про нервового спільника                              | The Case of the Nervous Accomplice                                       | 1955 |
| 52 | Справа про налякану машиністку                              | The Case of the Terrified Typist                                         | 1956 |
| 53 | Справа про пощолочену лілію                                 | The Case of the Gilded Lily                                              | 1956 |
| 54 | Справа про сором'язливу звинувачувану                       | The Case of the Demure Defendant                                         | 1956 |
| 55 | Справа про кричущу жінку                                    | The Case of the Screaming Woman                                          | 1957 |
| 56 | Справа про програвшого щасливчика                           | The Case of the Lucky Loser (also as 'Proxy Murder')                     | 1957 |
| 57 | Справа про хитру пастку                                     | The Case of the Daring Decoy                                             | 1957 |
| 58 | Справа про невгамовну ляльку                                | The Case of the Foot-Loose Doll                                          | 1958 |
| 59 | Справа про доньку мерця                                     | The Case of the Long-legged Models                                       | 1958 |
| 60 | Справа про дівчину з календаря                              | The Case of the Calendar Girl                                            | 1958 |
| 61 | Справа про співаючу спідницю                                | The Case of the Singing Skirt                                            | 1959 |
| 62 | Справа про міфічних мавпочок                                | The Case of the Mythical Monkeys                                         | 1959 |
| 63 | Справа про жадібного дідка                                  | The Case of the Deadly Toy                                               | 1959 |
| 64 | Справа про підстерігаючого вовка                            | The Case of the Waylaid Wolf                                             | 1960 |
| 65 | Справа про двійника доньки                                  | The Case of the Duplicate Daughter                                       | 1960 |
| 66 | Спава про струнку тінь                                      | The Case of the Shapely Shadow                                           | 1960 |
| 67 | Справа про фальшиву стару діву                              | The Case of the Spurious Spinster                                        | 1961 |
| 68 | Справа про чоловіка-двоєженця                               | The Case of the Bigamous Spouse                                          | 1961 |
| 69 | Справа про минулу натурщицю                                 | The Case of the Reluctant Model (also as 'The Case of the False Feteet') | 1962 |
| 70 | Справа про біляву вдачу                                     | The Case of the Blonde Bonanza                                           | 1962 |
| 71 | Справа про крижані руки                                     | The Case of the Ice-Cold Hands                                           | 1962 |
| 72 | Справа про закохану тітку                                   | The Case of the Amorous Aunt                                             | 1963 |
| 73 | Справа про секрет падчерки                                  | The Case of the Stepdaughter's Secret                                    | 1963 |
| 74 | Справа про божевільну красуню                               | The Case of the Mischievous Doll                                         | 1963 |
| 75 | Справа про оманливу вдачу                                   | The Case of the Phantom Fortune                                          | 1964 |
| 76 | Справа про шокованих спадкоємців                            | The Case of the Horrified Heirs                                          | 1964 |
| 77 | Справа про сміливу розлучену                                | The Case of the Daring Divorcee                                          | 1964 |
| 78 | Справа про неспокійного опікуна                             | The Case of the Troubled Trustee                                         | 1965 |
| 79 | Справа про чарівну жебрачку                                 | The Case of the Beautiful Beggar                                         | 1965 |
| 80 | Справа про неспокійну офіціантку                            | The Case of the Worried Waitress                                         | 1966 |
| 81 | Справа про королеву краси                                   | The Case of the Queenly Contestant                                       | 1967 |
| 82 | Справа про недбалого Купідона                               | The Case of the Careless Cupid                                           | 1968 |
| 83 | Справа про неймовірну фальшивку                             | The Case of the Fabulous Fake                                            | 1969 |
| 84 | Справа про жінку за колючим дротом (опубліковано посмертно) | The Case of the Fenced-In Woman (published posthumously)                 | 1972 |
| 85 | Справа про відкладене вбивство (опубліковано посмертно)     | The Case of the Postponed Murder (published posthumously)                | 1973 |

### Білл Елдон
- Загадка втікаючої блондинки, 1945 р.
- Загадка голодного коня, 1947 р.
- Занадто багато підказок, 1947 р.
- Підказка кричущої жінки, 1949 р.

### Гремпс Віггінс
- Вбивство під час припливу, 1941 р.
- Справа лампи, що коптить, 1943 р.

### Дональд Лем і Берта Кул
Ця серія включає 29 романів про приватних детективів Дональда Лема і Берту Кул. Берта Кул — начальниця детективного агентства, товста жінка близько 60 років. Дональд Лем — її підлеглий, молодий і дуже розумний. Зазвичай Дональд Лем проводить всю пошукову роботу, збирає докази і інформацію, а Берта Кул тільки виписує йому чеки і дуже зрідка допомагає, не втрачаючи нагоди побубоніти. Ґарднер видавав ці романи під псевдонімом A. A. Fair.

### Дуг Селбі
Серія складається з 9 романів про молодого окружного прокурора Дугласа Селбі, що бореться з корупцією у вигаданому провінційному місті Медісон-сіті (штат Каліфорнія). Головний супротивник окружного прокурора — нечесний адвокат А. Б. Карр.
| № | Переклад                    | Оригінальна назва        | Рік  |
| - | --------------------------- | ------------------------ | ---- |
| 1 | Прокурор розслідує вбивство | The D.A. Calls it Murder | 1937 |
| 2 | Прокурор кидає виклик       | The D.A. Holds a Candle  | 1938 |
| 3 | Прокурор малює круг         | The D.A. Draws a Circle  | 1939 |
| 4 | Прокурор йде в суд          | The D.A. Goes to Trial   | 1940 |
| 5 | Прокурор смажить гусака     | The D.A. Cooks a Goose   | 1942 |
| 6 | Прокурор добивається свого  | The D.A. Calls a Turn    | 1944 |
| 7 | Прокурор зриває печатку     | The D.A. Breaks a Seal   | 1946 |
| 8 | Прокурор ризикує            | The D.A. Takes a Chance  | 1948 |
| 9 | Прокурор розбиває яйце      | The D.A. Breaks an Egg   | 1949 |

### Інші персонажі
Також відомими персонажами Ґарднера є Джеррі Бейн, Лестер Лейт, Пол Прай, Сідні Зум, Сем Морейн, Ед Дженкінс і Террі Клейн.

### Нехудожні твори
| №  | Переклад                                      | Оригінальна назва                       | Рік  | Зміст |
| -- | --------------------------------------------- | --------------------------------------- | ---- | --- |
| 1  | Суд останньої надії                           | The Court of Last Resort                | 1952 | Книга про діяльність комітету «Суд останньої надії», правозахисної організації з перегляду винесених судом смертних вироків, членом якої був Ґарднер. Більш повне, виправлене видання вийшло в 1954 році. |
| 2  | Країна коротких тіней                         | The Land of Shorter Shadows             | 1948 | Книга про подорожі. |
| 3  | Сусідні кордони                               | Neighborhood Frontiers                  | 1954 | Книга про подорожі. |
| 4  | Полювання на пустельного кита                 | Hunting the Desert Whale                | 1960 | Книга про подорожі. |
| 5  | Перетинаючи Нижню Каліфорнію                  | Hovering Over Baja                      | 1961 | Книга про подорожі. |
| 6  | Таємне серце Нижньої Каліфорнії               | The Hidden Heart of Baja                | 1962 | Книга про подорожі по Нижній Каліфорнії, яка привернула увагу до наскельних малюнків (петрогліфи). |
| 7  | Пустеля твоя                                  | The Desert is Yours                     | 1963 | Книга про подорожі. |
| 8  | Світ води                                     | The World of Water                      | 1965 | Книга про подорожі. |
| 9  | Розшук покинутих шахт на гелікоптері          | Hunting Lost Mines by Helicopter        | 1965 | Книга про подорожі. |
| 10 | По неходженим дорогам Нижньої Каліфорнії      | Off the Beaten Track in Baja            | 1967 | Книга про подорожі. |
| 11 | Циганські дні в Дельті                        | Gypsy Days on the Delta                 | 1967 | Книга про подорожі. |
| 12 | Зачарований квадрат Мехіко                    | Mexico's Magic Square                   | 1968 | Книга про подорожі. |
| 13 | Дрейфуючи по Дельті                           | Drifting Down the Delta                 | 1969 | Книга про подорожі. |
| 14 | Господар в великому капелюсі                  | Host With the Big Hat                   | 1969 | Книга про подорожі. |
| 15 | Поліція на відпочинку, злочинність на вулицях | Cops on Campus and Crime in the Streets | 1970 | |

## Цікаві факти

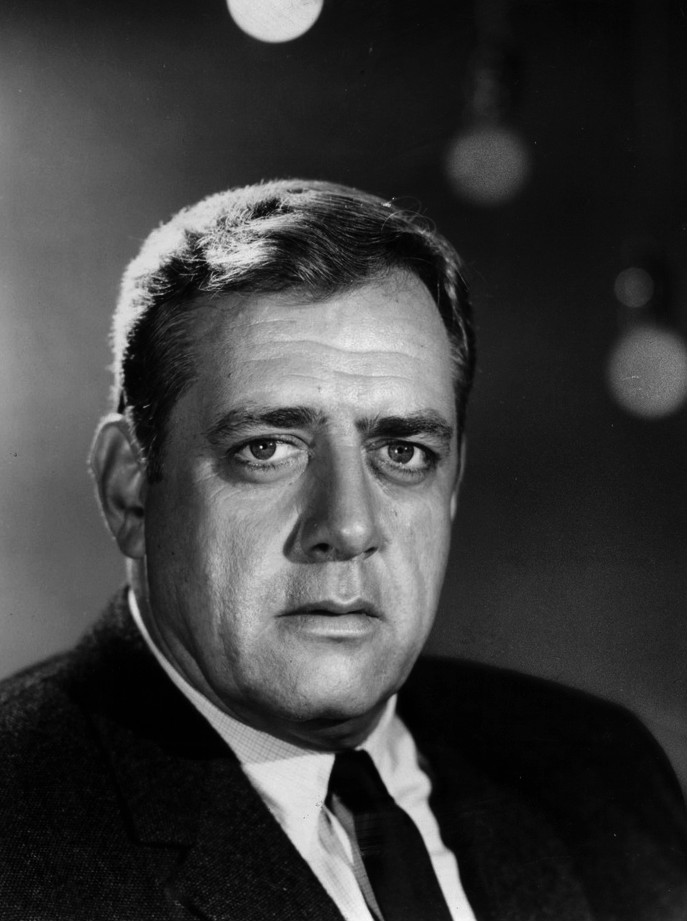
Реймонд Берр — актор, що зіграв Перрі Мейсона

- В Озі Озборна в альбомі «Ozzmosis»(1995 р.) є пісня «Perry Mason»
- Існує американський телесеріал «Перрі Мейсон», який транслювався на телеканалі CBS з 21 листопада 1957 по 22 квітня 1966. Головну роль адвоката Перрі Мейсона зіграв Реймонд Берр.
- Такий собі Томас Частейн після смерті Ґарднера продовжив написання романів про Перрі Мейсона, які, незважаючи на свою дешеву популярність, не були прийняті шанувальниками автентичного Перрі Мейсона.